# Asychis lacera
Asychis lacera är en ringmaskart som först beskrevs av Moore 1923.  Asychis lacera ingår i släktet Asychis och familjen Maldanidae. Inga underarter finns listade i Catalogue of Life.